# Stubal (Kraljevo)
Stubal (Servisch cyrillisch Стубал) is een plaats in de Servische gemeente Kraljevo. De plaats telt 1314 inwoners (2002).